# Палеарктична фауністична область
Палеарктична фауністична область (від палео … і грец. Arktikos — північний) — зоогеографічна область, що охоплює Європу, Азію (на північ від Інду, Гімалаїв і р. Янцзи), Африку, Аравійський півострів (без південної частини) і низку островів (Командорські, Курильські, Сахалін, Японські, Ісландію, Зеленого Мису, Канарські, Мадейра, Азорські). За фауною близька до Неоарктичної області. З ссавців ендемічні роди: сарни, яки, сайгаки, кабарги, борсуки, єнотовидні собаки, хохулі, панди та ін.; з птахів — роди: блакитні сороки, улари, пустельні сойки, чорні грифи, малинівки та ін.; з рептилій — круглоголовки; з риб — голом'янки. Виділяють Середземноморську, Центрально-Азійську, Маньчжуро-Китайську і Європейсько-Сибірську підобласті.